# Rapa (gmina Bujwidze)
Rapa, Baran-Rapa (lit. Rėva) – wieś na Litwie, w okręgu wileńskim, w rejonie wileńskim, w gminie Bujwidze, pomiędzy Wilią i linią kolejową Nowa Wilejka – Turmont.
Współcześnie w skład miejscowości wchodzi także lewobrzeżna cześć Santoki. Znajduje się tam przystanek kolejowy Santoka.

## Historia
W dwudziestoleciu międzywojennym leżała w Polsce, w województwie wileńskim, w powiecie wileńsko-trockim, w gminie Niemenczyn. W 1931 miejscowość liczyła 23 mieszkańców, zamieszkałych w 4 budynkach.
Po II wojnie światowej w granicach Związku Sowieckiego. Od 1991 na niepodległej Litwie.